# لویس کوماس
لویس کوماس (انگلیسی: Lewis Koumas؛ زادهٔ ۱۹ سپتامبر ۲۰۰۵) بازیکن فوتبال اهل بریتانیا است. که در حال حاضر برای باشگاه فوتبال لیورپول بازی می‌کند. 
وی همچنین در تیم ملی فوتبال زیر ۱۹ سال ولز بازی کرده‌است.

## دوران باشگاهی

### لیورپول
کوماس اولین بازی خود را برای باشگاه فوتبال لیورپول در دور پنجم جام حذفی فوتبال انگلستان مقابل ساوتهمپتون در ۲۸ فوریه ۲۰۲۴ انجام داد. در اولین بازی خود، اولین گل بزرگسالان خود را در اواخر نیمه اول برای این باشگاه به ثمر رساند و در نهایت با نتیجه ۳-۰ پیروز شدند.